# Servicemembers Legal Defense Network
O Servicemembers Legal Defense Network (SLDN) é uma ONG sem fins lucrativos dos Estados Unidos. O principal foco da SLDN é por fim a discriminação e a perseguição de Gays e Lésbicas das Forças Armadas Norte Americanas afetadas negativamente pela política de "Don't ask, don't tell". A SLDN documentou mais de 700 violações da política militar somente nos primeiros dois anos de operação. 
Desde a sua fundação em 1993, a SLDN já assistiu juridicamente até 2005 mais de 7,000 militares americanos. 